# Orgue de la parròquia de Sant Miquel de Campanet
La parròquia de Sant Miquel del municipi de Campanet compta amb un orgue construït en la dècada dels 80 i 90 del segle XX amb parts de l'orgue anterior, datat del segle xviii, i peces de nova fabricació.

## Historia de l'orgue[1][2]

### El primer orgue (1636 - 1736)
En el segle xvii, Campanet mostrava un interès cap a la part musical de les celebracions religioses. Dia 1 de maig de 1636, els jurats de la vila de Campanet tractaren que seria convenient posar al poble un mestre de cant per a l'església per tal que fes també escola, ja que el mestre acabava el contracte per l'agost. Els dies 27 de juliol i 30 de setembre de 1636 el capellà va fer dur a l'església un orgue que era de mossèn Miquel Serra, qui havia venut l'instrument al poble per 100 lliures que havien de ser pagades en dos terminis iguals: el primer per Tots Sants i el segon per Nadal. Es conserva una nota que diu el següent: «És molt convenient en la dita isglesia per onra de deu nostro señor y onra de la ville y de tots nosaltres tenir un orgue».

Tot i així, les 25 lliures que corresponien a la segona partida no es varen pagar fins al 12 de maig de 1638 quan feia poc que el venedor havia mort. Per això, les cobrà la seva germana i hereva, la senyora Margalida Garcia i Serra. Aquest retard en el pagament va ser a causa de la penúria de l'època, de les males collites i del fet que a l'església de Campanet es realitzaven en aquell moment obres molt costoses.

Sabem també que el primer organista de Campanet fou un capellà de Sa Pobla, qui es veia menyspreat pels altres del poble a causa dels interessos materials. Per l'abril de 1662 es feren oposicions al càrrec d'organista i les tragué Antoni Bennàssar.

### El segon orgue (1736 - 1985)
El 16 de maig de 1735 l'Ajuntament de Campanet i el constructor d'orgues Lluís Navarro signaren el contracte per fer un orgue nou. Les capitulacions varen ser signades a Palma i encara es conserven. Els punts que es tractaren es aquest acord varen ser:
- La disposició i el nombre de registres.
- L'organer s'havia d'encarregar de la construcció de tots els secrets de l'orgue i de proporcionar tot el metal i la resta de material. També havia de fer tres manxes noves de deu pams de llarg i cinc d'ample.
- La villa de Campanet s'havia de fer càrrec d'obtenir la caixa de l'orgue i la fusta per al secret major, així com de deixar la caixa de l'orgue en el seu lloc definitiu, juntament amb l'espai necessàri per col·locar els secrets i les manxes. La villa de Campanet havia de pagar les eines, les manxes i els panys. També havia de triar a persones que s'encarreguessin de vigilar l'instrument.
- La villa també tenia l'obligació de proporcionar allotjament i l'equipatge necessàri a tots els treballadors involucrats en la construcció de l'orgue.
- La construcció de l'orgue havia de fer-se en un any.
- Passat un any de la construcció, l'organer Lluís Navarro s'obligava a venir a revisar a l'instrument.
- El cost total varen ser set-centes lliures. Dues-centes havien de ser pagades abans de començar l'orgue i la resta havia de ser pagat d'aquesta manera: 150 quan l'orgue ja sonàs; altres 150 en rebre'l; la resta en dos terminis iguals el dia que faria un any y el dia que faria dos anys de l'acta de lliurament.

Posteriorment, es varen fer nous canvis amb relació a les partides de pagament, però tanmateix no es va pagar així com s'havia estipulat. La darrera partida va ser pagada el 7 d'agost de 1748 i es reduïa a una quantitat inferior a la d'una lliure, en concret de 18 sous i 4 diners. Aleshores, Lluís Navarro ja havia partit de Mallorca i, per això, la partida va ser rebuda pel seu representant, el prevere Magí Roig, beneficiat de l'església de Santa Creu.

Els constructors i artistes mallorquins que varen participar en la construcció d'aquest orgue varen ser: el campaneter Pere Capó, qui va fer la caixa de l'orgue per 13 lliures i 4 sous, cobrades el 17 de maig de 1736; Mateu Bosch, qui va vendre les posts de sapí per 8 lliures i mitja que varen ser pagades el 29 de març de 1736; i el mestre Miquel Banús pintà la façana de la caixa per 16 lliures, cobrades el 28 de Juny de 1736.

L'orgue sonà per primera vegada un anys després de signar el projecte de construcció, a les festes de Pentacosta de 1736. El primer organista fou Joan Bennàssar de Son Corró, que cobraba 12 lliures a l'any. En el 1767 era organista mossèn Sebastià Mudoy, per 20 lliures anuals, ajudat per Esteve Celià, qui manxava per 2 lliures a l'any.

A principis del segle xx, l'orgue fou traslladat al centre de la barana del cor, deixant la caixa en el seu lloc primitiu. Més endavant tornà a ser traslladat al fons del cor dins una caixa d'obra amb persianes. En cada un d'aquests trasllats, l'orgue va anar minvant i perdent sonoritat. Quan l'orgue estava situat al cor, la consola es trobava al costat dret de l'instrument amb un teclat de piano de 54 notes (les 12 agudes mudes).

### L'orgue actual 1996 - actualitat
Essent el rector el P. Jaume Puigserver, l'any 1985 es va començar la construcció de l'orgue nou, tot aprofitant la caixa i alguns tubs de l'orgue de Lluís Navarro. L'organer fou el campaneter Pere Reynés. L'orgue va esser inaugurat el 16 de novembre de 1996 amb un concert de l'organista Arnau Reynés.

A dia d'avui, aquest orgue està situat sobre el portal lateral a la dreta de l'església. Està en bon ús de conservació i funcionament. La seva afinació actual és de La = 440 Hertz. a 15 graus.

## Descripció de la consola
L'orgue disposa de 2 teclats de fusta de 56 notes i pedaler de 30 notes (C - f').
| Orgue major      | Cadireta    |
| ---------------- | ----------- |
| Flautat          | Bordó       |
| Octava           | Tapadet     |
| Quinzena         | Quinzena    |
| Plens            | Nasard 19a. |
| Trompeta Reial   | Cimbalet    |
| Flauta xemeneia  | Regalies    |
| Flabiolet        |             |
| Corneta          |             |
| Trompeta Batalla |             |
| Baixons-Magna    |             |

| Acoblaments     | Pedal      |
| --------------- | ---------- |
| I/P, II/P, II/I | Subbaix    |
|                 | Baix       |
|                 | Contres    |
|                 | Coral baix |
|                 | Fornitura  |
|                 | Trompeta   |